# Kościół Chrystusowy „Nowe Życie” w Polkowicach
Kościół Chrystusowy „Nowe Życie” w Polkowicach – zbór Kościoła Chrystusowego w RP działający w Polkowicach.
Nabożeństwa oraz inne spotkania zboru odbywają są w budynku kościoła przy ul. Kardynała Bolesława Kominka 18.

## Historia
Od 1947 na teren Polkowic rozpoczęły przybywać ewangelicznie wierzące osoby wywodzące się z obszarów południowej Polski. Powołali oni funkcjonujący poza oficjalną rejestracją zbór zielonoświątkowy w Polkowicach Dolnych, spotykający się w mieszkaniach prywatnych.
W 1981 dwie rodziny zamieszkałe w Polkowicach rozpoczęły brać udział w nabożeństwach prowadzonych przez Zbór Chrześcijańskiej Wspólnoty Zielonoświątkowej w Lubinie. W wyniku dalszego przyrostu liczby osób z Polkowic uczestniczących w życiu zboru w Lubinie, w Polkowicach w 1984 powołana została placówka lubińskiego zboru. Prowadzono w niej spotkania tygodniowe, natomiast w niedzielę jej członkowie brali udział w nabożeństwach w Lubinie. Następnie została wynajęta sala w Polkowicach, w której rozpoczęto prowadzenie jednego nabożeństwa w miesiącu, mającego miejsce w każdą pierwszą niedzielę.
W 1993 placówka w Polkowicach została przekształcona w samodzielny Zbór Chrześcijańskiej Wspólnoty Zielonoświątkowej. W 1994 liczba wiernych osiągnęła tu 100 osób. W związku ze znaczą liczbą wiernych, jedna z rodzin członkowskich przeznaczyła dwa pokoje swojego domu w miejscowości Sobin na salę nabożeństw.
W celu pozyskania własnego miejsca zgromadzeń zbór dokonał nabycia budynku przy ul. Kardynała Bolesława Kominka 18 w Polkowicach w celu przystosowania go na dom modlitwy. Powstała w nim sala nabożeństw na około 200 miejsc oraz salki do prowadzenia szkółek niedzielnych. Otwarcie obiektu miało miejsce 27 sierpnia 1995, a w późniejszych latach postanowiono o rozbudowie budynku.
Współcześnie zbór funkcjonuje w strukturach Kościoła Chrystusowego w RP.